# Lectorbooks
lectorbooks ist ein 2017 gegründeter Schweizer Verlag für deutschsprachige Belletristik. Verleger und Geschäftsführer ist seit der Gründung André Gstettenhofer.

## Geschichte
Gegründet wurde lectorbooks 2017 von Patrick Schär und André Gstettenhofer. lectorbooks setzte sich das Ziel, junge, wilde und experimentellere Texte zu verlegen und im ganzen deutschsprachigen Raum zu etablieren.
Im ersten Jahr erschien mit Anna Sterns «Beim Auftauchen der Himmel» ein von der F.A.Z. hochgelobter Erzählband. Ebenfalls 2017 folgte das Debüt «Land ganz nah» des späteren Schweizer Literaturpreisträgers Benjamin von Wyl sowie der erfolgreiche Comeback-Roman von Gion Mathias Cavelty, «Der Tag, an dem es 449 Franz Klammern regnete».
2018 folgten Bücher mit konkreter Poesie von Beat Gloor, bevor der Verlag 2019 nur noch einen Titel verlegte und eine kurze Pause einlegte. Nach einer Einigung zwischen den beiden Gründern übernahm André Gstettenhofer lectorbooks 2020 vollständig und gründete eine eigenständige GmbH. Seit diesem Neubeginn wurde das Profil nochmals geschärft und es erscheinen regelmässig ein bis drei Titel pro Halbjahr.
Im ersten Halbjahr 2023 nutzte lectorbooks eine weitere kurze Pause, um visuell einen komplett neuen Auftritt zu gestalten. Fabian Frey als kreativer Kopf hat zusammen mit Samara Keller und Christian Knöpfel lectorbooks ein neues Logo, neue Fonts, eine neue Website und vor allem eine neue Reihengestaltung der Bücher entworfen, die seit Herbst 2023 umgesetzt wird.
Bisher besonders erfolgreiche Bücher waren «Das Ideal des Kaputten» (2021) von Jessica Jurassica sowie Benjamin von Wyls dritter Roman «In einer einzigen Welt» (2022) und Anna Sterns «blau der wind, schwarz die nacht.» (2023).
lectorbooks sucht bewusst experimentelle und interdisziplinäre Formen, wie 2023 mit «Ich weine am liebsten in Klos» von Martina Caluori und Marcel Gschwend (Bit-Tuner), das die Lyrik der Autorin mit den Soundscapes des Musikers vereint.

## Autoren
Die wichtigsten Autorinnen und Autoren bei lectorbooks sind Anna Stern, Gion Mathias Cavelty, Beat Gloor, Jessica Jurassica, Mireille Zindel, Martina Caluori, Reda El Arbi, David Signer, Heinz Emmenegger.

## Auszeichnungen
Gion Mathias Cavelty ist Träger des Bündner Literaturpreises 2020 für «Innonzenz» (lectorbooks). Anna Stern erhielt 2020 für «das alles hier, jetzt.» (Salis) den Schweizer Buchpreis und für die schwedische Übersetzung des gleichen Romans den Prisma Award. Benjamin von Wyl war 2021 Träger eines Schweizer Literaturpreises mit «Hyäne. Eine Erlösungsfantasie».